# 산엔난신
산엔난신(일본어: 三遠南信 산엔난신[*])은 도요하시시를 중심으로 아이치현의 히가시미카와 지역, 하마마쓰시를 중심으로 시즈오카현의 엔슈 지역, 이다시를 중심으로 나가노현의 한이 지방의 경계를 말한다.